# Звёзды главной последовательности спектрального класса F

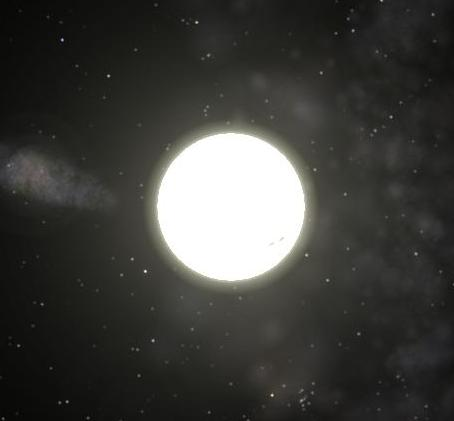
Процион — типичная звезда главной последовательности F-типа. Вид в программе Celestia

Звёзды главной последовательности спектрального класса F (F V) — это карликовые звёзды главной последовательности, использующие водород в качестве топлива, спектрального класса F и класса светимости V. Эти звёзды имеют массу в 1,0-1,4 раза больше массы Солнца и температуры поверхности от 6 000 до 7 600 КТаблицы VII и VIII. Этот температурный диапазон придаёт звёздам F-типа жёлто-белый оттенок. Поскольку все звёзды главной последовательности принято называть «карликами» вне зависимости от их размера, то этот класс звёзд можно также назвать жёлто-белыми карликами. Известные примеры включают Процион, Гамму Девы и Звезду Табби.

## Характеристики стандартных звёзд
Йеркская классификация с учётом светимости (МКК)) содержит плотную сетку карликовых стандартных звёзд типа F; однако не все они сохранились до наших дней в качестве стандартных. Опорными точками системы спектральной классификации МКК среди карликовых звёзд главной последовательности F-типа, то есть тех стандартных звёзд, которые остались неизменными в течение многих лет и могут использоваться для определения спектров, считаются 78 Большой Медведицы (F2 V) и Пи³ Ориона (F6 V). В дополнение к этим двум стандартным звёздам У. Морган и Ф. Кинан (МК) (1973) считали следующие звёзды стандартами: HR 1279 (F3 V), HD 27524 (F5 V), HD 27808 (F8 V), HD 27383 (F9 V) и Бета Девы (F9 V). Другими стандартными звёздами МК считали HD 23585 (F0 V), HD 26015 (F3 V) и HD 27534 (F5 V). Обратите внимание, что два члена рассеянного звёздного скопления Гиады с почти одинаковыми именами HD (HD 27524 и HD 27534) считаются стандартными свечами для звёзд типа F5 V, и, на самом деле, они имеют почти идентичные цвета и величины.
| Спектральный класс | Радиус | Масса | Абсолютная звёздная величина | Температура | Типичные представители |
| ------------------ | ------ | ----- | ---------------------------- | ----------- | ---------------------- |
| Спектральный класс | R/Rʘ   | M/Mʘ  | MV                           | K           | Типичные представители |
| F0                 | 1,40   | 1,40  | 3.06                         | 7610        | Гамма Девы             |
| F2                 | 1.34   | 1.31  | 3.34                         | 7040        | Сигма Волопаса         |
| F4                 | 1.29   | 1.23  | 3.68                         | 6690        | 10 Большой Медведицы   |
| F6                 | 1.24   | 1.16  | 3.99                         | 6400        | Гамма Зайца            |
| F8                 | 1.19   | 1.09  | 4.34                         | 6150        | Ипсилон Андромеды      |

Gray&Garrison (1989) представляют современную таблицу стандартов свечения карликовых звёзд для более горячих звёзд F-типа. Звёзды стандартных карликов F1 и F7 редко упоминаются в списках, но за прошедшие годы они немного изменились среди экспертов-классификаторов. В часто используемые стандартные звёзды включают 37 Большой Медведицы (F1 V) и Йота Рыб (F7 V). Стандартные звёзды типа F4 V не были опубликованы и не включаются ни в какие списки. К сожалению, F9 V определяет границу между горячими звёздами, классифицированными Морганом, и более холодными звёздами, классифицированными Кинаном. В литературе имеются несоответствия, при которых звёзды определяют границу карликов F- и G-типа. MK (1973) указали Бета Девы и HD 27383 в качестве стандартной свечи для звёзд типа F9 V, а Keenan&McNeil (1989) предложили HD 10647 в качестве стандартной свечи для звёзд типа F9 V. Следует избегать использования Эта Кассиопеи A как стандартную звезду, потому что она часто рассматривалась то, как звезда типа F9 V в публикациях Кинана, то, как звезда типа G0 V в публикациях Моргана.

## Планеты
Список некоторых ближайших звёзд типа F, о которых известно, что они имеют планеты, включает в себя:
| Звезда            | Спектральный класс | Расстояние, св. лет | Подтверждённых планет |
| HD 142            | F7 V               | 25.25               | 3                     |
| Ипсилон Андромеды | F8 V               | 44                  | 4                     |
| Тау Волопаса      | F6 IV              | 51                  | 1                     |
| HD 10647          | F9 V               | 56,5                | 1                     |
| HD 33564          | F5 V               | 68.1                | 1                     |
| HD 60532          | F6 V               | 84                  | 2                     |

## Обитаемость

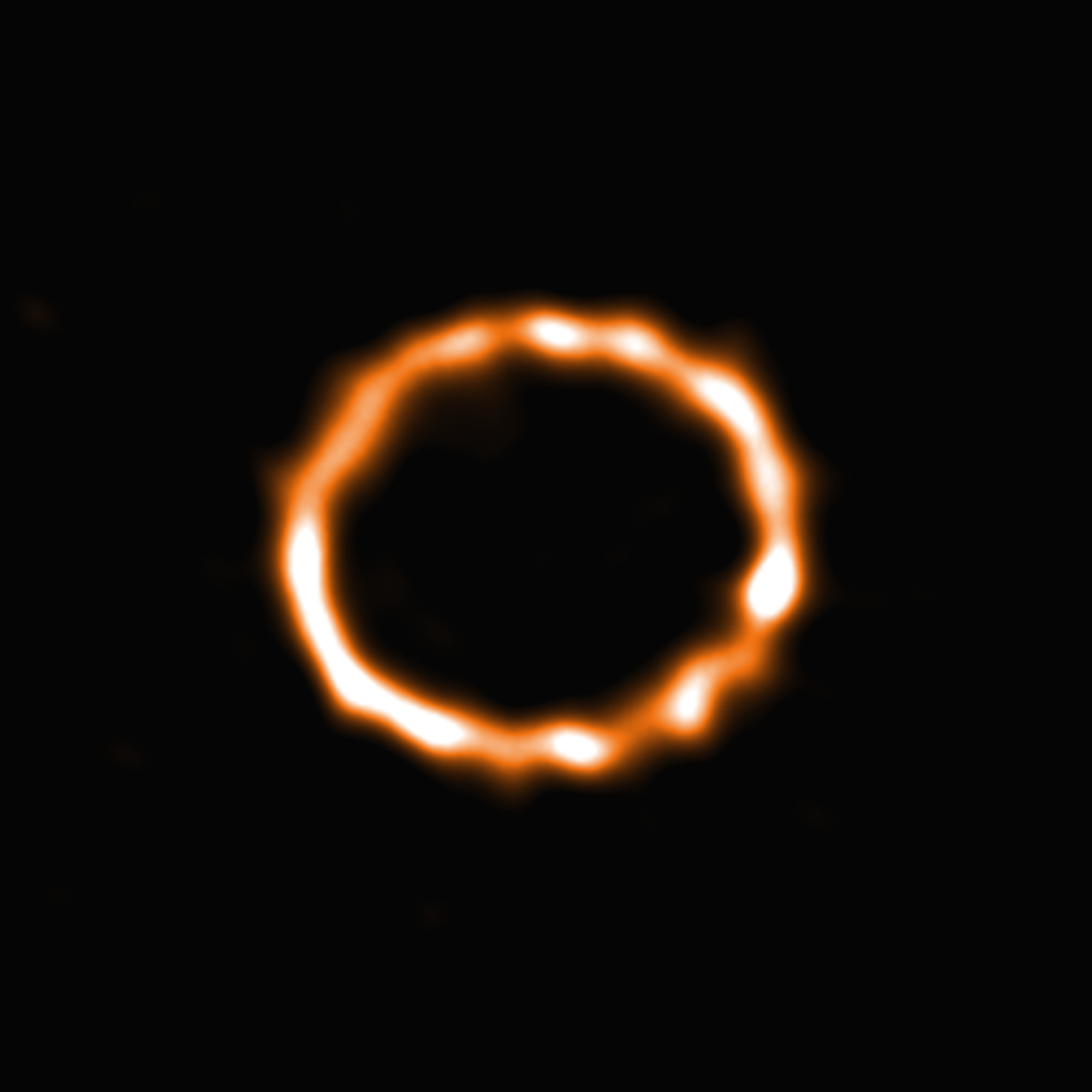
Остаточный диск вокруг звезды F-типа

Некоторые исследования показывают, что существует вероятность того, что жизнь может развиваться и на планетах, которые вращаются вокруг звезды F-типа. Предполагается, что обитаемая зона относительно горячей звезды F0 будет иметь границы примерно от 2,0 а.е. до 3,7 а.е. и от 1,1 до 2,2 а.е. для относительно холодной звезды F8. Однако по отношению к звезде G-типа основными проблемами для гипотетической формы жизни в этом конкретном сценарии будет более интенсивный свет и более короткая продолжительность жизни звезды.
Известно, что звёзды F-типа испускают гораздо более высокоэнергетические формы света, такие как ультрафиолетовое излучение, которое в долгосрочной перспективе может оказать крайне негативное влияние на молекулы ДНК. Исследования показали, что для гипотетической планеты, расположенной на том же расстоянии от звезды F-типа, что и Земля от Солнца, и с такой же атмосферой жизнь на её поверхности будет получать примерно в 2,5-7,1 раза больше урона от ультрафиолетового излучения. по сравнению с этим на Земле. Таким образом, для выживания своих естественных форм жизни гипотетическая планета должна была бы иметь достаточную атмосферную защиту, такую как озоновый слой в верхних слоях атмосферы. Без мощного озонового слоя жизнь теоретически может развиваться на поверхности планеты, но, скорее всего, она будет ограничена подводными или подземными районами.